# Thiseltonia gracillima
Thiseltonia gracillima là một loài thực vật có hoa trong họ Cúc. Loài này được (F.Muell. & Tate) Paul G.Wilson miêu tả khoa học đầu tiên năm 1992.